# Fotbal Club Corvinul Hunedoara
Maillots
Le FC Corvinul Hunedoara est un club de football roumain basé à Hunedoara.

## Histoire
Durant la période communiste, ce club joue principalement dans la Divizia A (la première division roumaine). C'est alors une équipe qui forme de nombreux joueurs pour le Dinamo Bucarest. Ovidiu Hanganu, Mircea Rednic, Florea Dumitrache et Ioan Andone sont les grands noms du football roumain ayant joué à la fois au Corvinul et au Dinamo.
Le club obtient son meilleur classement en D1 lors de la saison 1981-1982, où il se classe troisième du championnat, avec 15 victoires, 9 matchs nuls et 10 défaites. Sa troisième place lui permet de participer à la Coupe UEFA 1982-1983, où il atteint les seizièmes de finale.
Après la chute du régime communiste, beaucoup de joueurs du Corvinul quittent le club. 
En 1992, le club est relégué en Divizia B (Division 2 roumaine). En 2004-2005, le club est exclu de la Divizia B, mais il réapparait dans ce championnat en 2005-2006.
Lors de la saison 2023-2024, le club remporte la coupe de Roumanie après avoir battu 4-0 le CFR Cluj en quart de finale et après s'être imposé aux tirs au but contre Oțelul en finale. Le club jouera donc la Ligue Europa lors de l'été 2024 tout en étant en deuxième division roumaine, et, à la surprise générale, s'imposera 4-0 sur la pelouse du deuxième du championnat hongrois, le Paksi FC.

## Bilan sportif

### Palmarès
- Coupe de Roumanie : 
  - Vainqueur en 2024

- Championnat de Roumanie : 
  - Troisième place obtenue lors de la saison 1981-1982

- Championnat de Roumanie de deuxième division : 
  - Champion en 1953, 1960, 1976 et 1980
  - Vice-Champion en 1956, 1958 et 1995

- Championnat de Roumanie de troisième division : 
  - Champion en 1967 et 2002
  - Vice-Champion en 1966

### Bilan européen
Légende
- Victoire ou qualification pour le tour suivant
- Match nul
- Défaite ou élimination de la compétition

Note : dans les résultats ci-dessous, le score du club est toujours donné en premier.
| Saison    | Compétition      | Tour                | Club        | Domicile | Extérieur | Total |
| --------- | ---------------- | ------------------- | ----------- | -------- | --------- | ----- |
| 1982-1983 | Coupe UEFA       | 32es de finale      | Grazer AK   | 3 - 0    | 1 - 1     | 4 - 1 |
| 1982-1983 | Coupe UEFA       | Seizièmes de finale | FK Sarajevo | 4 - 4    | 0 - 4     | 4 - 8 |
| 2024-2025 | Ligue Europa     | Premier tour Q      | Paksi FC    | 0 - 2    | 4 - 0     | 4 - 2 |
| 2024-2025 | Ligue Europa     | Deuxième tour Q     | HNK Rijeka  | 0 - 0    | 0 - 1     | 0 - 1 |
| 2024-2025 | Ligue Conférence | Troisième tour Q    | FK Astana   | 1 - 2    | 1 - 6     | 2 - 8 |

## Anciens joueurs
- Ioan Andone
- Michael Klein
- Bogdan Lobonț
- Mircea Rednic
- Romulus Gabor
- Ovidiu Hanganu
- Valeriu Tița
- Dorin Mateuț
- Mircea Lucescu
- Radu Nunweiller
- Florea Dumitrache